# Erysimum lilacinum
Erysimum lilacinum là một loài thực vật có hoa trong họ Cải. Loài này được Steinb. mô tả khoa học đầu tiên năm 1927.